# Vanice Ayres Leite
Vanice Ayres Delgado Leite (11 de outubro de 1947) é uma pintora, desenhista e artista gráfica brasileira, radicada em Minas Gerais, também chamada de Vanice Ayres ou Vanice Ayres Leite.

## Biografia
Cursou desenho e artes gráficas pela Escola de Belas Artes da UFMG, mas passou a se dedicar apenas a arte em 1983, quando interrompeu suas atividades como professora na área de educação infantil. Suas exposições na Bienal de Arte de São Paulo eram recorrentes, assim como suas premiações. Sua primeira grande experiência em museus ocorreu no no Atrium Gallery em Londres.
O movimento da figura humana é o grande tema de Vanice, que traça o perfil do brasileiro em cores predominantemente quentes e com expressões alegres. Sua técnica de preenchimento do vazio colabora para uma composição minuciosa acrescida de traços finos de nanquim.

## Principais exposições
- Bienal Naifs do Brasil (1996, Piracicaba, SP);
- Bienal Naifs do Brasil (1998, Piracicaba, SP);
- Primitivos e Naifs: Homenagem à Zizi Sapateiro (2001, Belo Horizonte, MG);
- Arte Naif (2002, São Paulo, SP);
- Bienal Naifs do Brasil (2002, Piracicaba, SP);
- Cores e Contrastes (2002, São Paulo, SP);
- Arte Naif na Galeria Jacques Ardies (2004, São Paulo, SP);
- Chapel Art Show (2009, São Paulo, SP).[3]

## Títulos, homenagens e premiações
- Prêmio Desenho (1992).[1]